# Murray Hill (Božićni otok)
Murray Hill je najviša točka Božićnog otoka, na 357 m/nm. Prvi put je posjećen 1857. iako je otok lociran 1615.
Visoravan oko vrha je gusta i zimzelena, iako je bioraznolikost drveća ograničena u usporedbi sa sličnim područjima kontinentalne prašume. Murray Hill sastavni je dio Nacionalnog parka Božićni otok koji se prostire na površini od 85 km2 jugozapadnog kuta otoka; ukupna površina otoka je oko 135 km2.

## Povijest
Božićni otok prvi je put otkrio 1615. godine kapetan John Milward s broda East India Company, a nazvan je Božićni otok 25. prosinca 1643. godine. No, tek 272 godine kasnije, 1887. godine, obavljena su detaljna istraživanja topografskih obilježja i geoloških oblika otoka. Ovo je bio pokušaj male skupine ljudi sa broda HMS Egeria. Oni su bili prvi koji su se popeli na najvišu planinu otoka, koja je nazvana Murray Hill, iako su u ranijim stoljećima otkrivena neka brda bliže obali i gusta šumska područja. Detaljnim istraživanjem došlo se i do nalaza čistog fosfata vapna koji je osigurao razvoj otoka u sljedećem stoljeću. Njegova je kontrola isprva bila pod britanskim dominionom (od 1888.), zatim kao britanska kolonija Singapur (nakon Drugog svjetskog rata) i konačno kao suvereni dio Australije od 1. listopada 1958.

## Geografija i geologija
Na Božićnom otoku u obliku sedla brdo Murray uzdiže se do visine od 357 metara. Nalazi se na zapadnom središnjem dijelu otoka. To je 5.23 km jugoistočno od Northwest Pointa gdje se brdo Headridge uzdiže do visine od 335 metara. West White Beach nalazi se na jugozapadnoj strani brda. Sa širinom od 5.6 km, najuži presjek Božićnog otoka je crta povučena sjever-jug kroz Murray Hill.
Cijeli otok, uključujući Murray Hill, formiran je od podmorskih planinskih formacija. Pretpostavlja se da je riječ o drevnom atolu, s formacijom vapna koja dominira terenom, s fosfatima glinice i željeza zabilježenim na brdima. Cijeli je otok geološki identificiran kao izolirani vulkanski otok s vapnenačkom kapom s formacijama brda koja se uzdižu do visine od 4.5 km iznad morskog dna. Zabilježene geološke formacije uglavnom su bazaltne vulkanske stijene prošarane tercijarnim vapnencima i povremenim slojevima vulkana prekrivenih tlom bogatim fosfatima na površini u nekim područjima. Zajedno s najvišim nadmorskim visinama Phosphate Hilla i Flying Fish Covea, stijene s vrha Murray Hilla karakterizirane su dolomitskim vapnencima koji sadrže između 34 i 41 posto karbonata magnezija. Analize stijena pokazale su da su fosili uglavnom izbrisani, iako ima ostataka foraminifera, Lithothamniona, a možda i koralja. Male, smeđe kuglice fosfatne tvari koje se pojavljuju na brdu u sloju stijena mogu se objasniti fosfatnom fosilizacijom vulkanskih stijena. Murray Hill ima izdanak mnogih stijena podložnih vremenskim utjecajima. Nedavna 40 Ar/ 39 Ar geokronološka studija Taneja et al. (2015.) na vulkanskim stijenama s Božićnog otoka pokazali su da su doživjeli obnovljeni vulkanizam u eocenu (43 - 37 Ma), a zatim manju fazu vulkanizma u pliocenu (4,2 Ma).

## Ekologija
Visoravan oko vrha je gusta i zimzelena, iako je bioraznolikost drveća ograničena u usporedbi sa sličnim područjima kontinentalne prašume. Jedna od glavnih fauna je crveni kopneni rak, Gecarcoidea natalis, koji se hrani malim sadnicama. Kralježnjaci uključuju macakline kao što su Cyrtodactylus i Lepidodactylus listeri te rovaši, posebno Cryptoblepharus egeriae i Emoia nativitatis; glavni beskralježnjaci su također prisutni, kao što su kokosov rak i mali štipavac Geograpsus grayi.
Murray Hill je sastavni dio rezervata koji pokriva cijeli jugozapadni dio otoka. U početku je proglašen nacionalnim parkom Božićni otok proglašenjem prema Zakonu o nacionalnim parkovima i zaštiti divljih životinja iz 1975., 21. veljače 1980., pokrivajući područje od 85 km2 (od ukupne površine 135 km2 otoka). Dana 16. srpnja 2000. godine stupio je na snagu Zakon o zaštiti okoliša i očuvanju bioraznolikosti iz 1999. godine i park je sada rezervat Commonwealtha prema ovom Zakonu. Od 2010. nacionalni park čini 63 posto Božićnog otoka.

## Vanjske poveznice
- (engl.)Murray Hill, Christmas Island, GeoNames.